# Ampelisca aquaicornis
Ampelisca aquaicornis är en kräftdjursart som beskrevs av Arvid Sture Bruzelius 1859. Ampelisca aquaicornis ingår i släktet Ampelisca, och familjen Ampeliscidae. Arten är reproducerande i Sverige.